# 岐阜県道228号栗原青野線
岐阜県道228号栗原青野線（ぎふけんどう228ごう くりはらあおのせん）は、岐阜県不破郡垂井町栗原から同県大垣市赤坂町青野に至る一般県道である。

## 概要
垂井町の栗原・綾戸地内の一部を除いては概ね1.5車線程度である。

### 路線データ
岐阜県法規集に基づく起終点および経過地は次のとおり
- 起点：不破郡垂井町栗原（岐阜県道215号養老垂井線交点）
- 終点：大垣市赤坂町青野[注釈 1]（岐阜県道216号赤坂垂井線交点）
- 重要な経過地：垂井町地蔵橋水防倉庫

## 地理

### 通過する自治体
- 岐阜県
不破郡垂井町 - 大垣市

### 交差する道路
- 岐阜県道215号養老垂井線：垂井町栗原
- 国道21号：垂井町綾戸交差点
- 岐阜県道216号赤坂垂井線：大垣市青野町

### 沿線
- 美濃国分寺

## 通行止め区間
- 地蔵橋

垂井町の相川に架かる橋。2025年（令和7年）6月25日の豪雨で橋の一部が変形し、安全に通行が出来なくなり通行禁止 。